# Huang Shao
Huang Shao (? - Février 195) : est un commandant des Turbans Jaunes, il fait équipe avec He Yi, dans les commanderies de Runan et de Yingzhuan dans la province de Yu[réf. nécessaire]. En février 195 Cao Cao a mené une expédition punitive contre eux. Après qu'He Yi ai défait Cao Hong, Li Dian s'est immédiatement précipité en avant dans la bataille et attrapa Huang Shao qu'il porta au loin captif. Les troupes de Cao Cao ont alors pris le dessus et ont dispersé les rebelles. Le trésor de guerre et la nourriture était immense. Plus tard, Xu Chu captura He Yi et le livra à Cao Cao. Huang Shao et He Yi ont été exécutés.